# 東京新世録 オペレーションバベル
『東京新世録 オペレーションバベル』（とうきょうしんせいろく オペレーションバベル）は、エクスペリエンスが開発し、MAGES.より2015年4月30日に発売されたPlayStation Vita用ゲームソフト。

## 解説
『東京新世録 オペレーションアビス』(以下、オペアビ)の続編となる本作は、『Generation XTH -CODE REALIZE』(以下：CR)のリメイクに相当する。前作のセーブデータがあると「エクステンドスキル」「エクステンドスペル」が手に入るが、キャラクターデータの引き継ぎはできない。
また、新規ダンジョン「村正回廊」など、本作で初めて追加された要素も存在し、エクスペリエンスが手掛けた他作品のシステムを基にしたものもある。

## あらすじ
エクスの活躍により巷を騒がせていた事件が解決され、平和な日々が続いた矢先のこと、東京上空に巨大な物体"エンブリオ"が出現。
世界中がパニックに陥る中、出動要請を受けたエクスは、調査に乗り出す。

## システム
クロスブラッドシステム
『CR』におけるサブブラッドシステムに相当するシステム。
ただしサブブラッドに関する制約は戦闘での獲得経験値の3分の1がメインブラッドではなくサブブラッドに入るようになっているなど、『迷宮クロスブラッド』における同名のシステムと同等にまで緩和されている。
エクステンドスキル/スペル
『デモンゲイズ』の神器スキル/スペルに相当するシステムで、エクステンドアーツと呼ばれるオプション装備を装備している間、それに対応したスキル/スペル(エクステンドスキル/スペル)をブラッドを問わず使用可能となる。ただし神器と異なり専用の装備枠でなく、1つしかないオプション装備枠を使用するため、その他のオプション装備との同時装備ができない。
スペル4系統と各ブラッドに分かれて存在し、それぞれ何段階かのランクに分けられている。スペルは装備すると該当ランクのスペルが使用可能になり、スキルは該当ブラッドが持つスキルの一つが使用可能になる。また賢術士は未登場となったものの、そのスキルの一部が同じ形で存在する。
超高速戦闘
△ボタンを押して直前のコマンドを繰り返し、もう一度△ボタンを押して演出自体をスキップさせるシステム。『剣の街の異邦人』の同様のシステムが基になっている。

## 登場人物
主人公
プレイヤーの分身にして、日輪学園の生徒。ヒカルとともに銀座でハザード事件に巻き込まれたことを機に、エクスへ補欠隊員として入隊した。
七世ヒカル
声 - 大久保瑠美
日輪学園中等部3年生のクラスに在籍する少女。右目が青で、左目が橙のオッドアイとなっている。主人公とともに巻き込まれたハザード事件を機にエクスとのかかわりを持つ。小学生の時まで海外に住んでいたが、両親の死を機に帰国し、日輪学園へ編入したという経緯を持つ。
少々生意気だが、明るい人物である。
CRからキャラクター付けが大きく変わったキャラクター。
キエル
声 - 柿原徹也
エンブリオに仕える謎めいた少年。右目が青で、左目が橙のオッドアイになっている。「コードリコン」の掛け声で、マッシブなコードウィザーのような姿となる。
時間を遡る能力を有しており、都合が悪い展開になると過去に戻ってやり直している。
御舟 アリス（みふね アリス）
声 - 中上育実
エクスの隊長を務める、日本とUCの血を引く女性。有能だが無鉄砲でもある、成果主義的な人物。アカシック(CRではアブリエル)と呼ばれるブラッドコードをも超える力を宿す、エクスの切り札ともいえる存在。
国連の要請を受け前作のエクス隊隊員とともに国外へ出向していたため、主人公らへの合流は終盤となる。
しかし最初の侵略(プロローグ)でアカシックの完全制御を果たしたアリスの妨害を受けて失敗したキエルにより、本編序盤で他の隊員諸共「マザーブレーン」と呼ばれる特異な空間に隔離されてしまう。
日々野 規子（ひびの のりこ）
声 - 田村マミ
日輪学園高等部の生徒会長を務める3年生。エクスと関係を持ったヒカルの心配をしている。
佐伯 海斗（さえき かいと）
声 - 成田佳恵
特務隊エクスの副隊長を務める天才少年。アリスの国外出向中には隊長代理も務めている。
神崎 剣一（かんざき けんいち）
声 - 新垣樽助
日輪学園の学長にして、特務隊エクスが所属するCPOの局長であり、アリスの実父。本編開始時点ではアリス達と共に国外へ出向している。
ILITH(アイリス)
時空体と呼ばれる存在。真麻を失い絶体絶命の危機に陥ったエクスの前に、真麻のボディを借りる形で現化(≒実体化)。以降は事態の収拾のために直接協力する。
故郷の世界をエンブリオに侵略されており、強い憎しみを抱いている。

### セブンハンド
村正天明の残した"帝都の核"(リアライズコアとも)の破壊のために行動する7体のコード的存在。それぞれが人心を惑わす何かを象っている。通常時は人間に近い姿形を取るが、コードリコン(Code-Reconstruction）によって異形の姿へと自身の体を「再構築」できる。
フューラー
破滅の化身。パイプを持ったたくましい髭の男性。CRでのカエサルに相当し、カエサル同様プロローグに異形の姿で登場している。
シンマ
殺戮の化身。真麻の妹分に当たるドータを乗っ取っており、そのため外見は瓜二つ。協力者であるムーラの指示で動いていたが、内心では強く疎んでいた。CRでのブッダに相当し、マサカドの一部登場シーンも代わりに担当している。
ムーラと行動中の戦闘形態「ラ’ムーラ」にはオペレーションアビスでの異形に同名の存在がいるが、その関係は不明。
タナトス
万死の化身。筋骨隆々で化け物のようなマスクをかぶっている。CRでのマサカドに相当するが、その憑依先であったパーフェクトドータは別に登場している。
ヴァルプルギス
蠱惑の化身。妖艶な美女。人の心の弱さにつけ込み、操る能力を持つ。CRでのムハンマドに相当するが、その憑依先であったエンブリオウィザーは別に登場している。
バッカニア
劫略の化身。海賊のような姿の男性。CRでのクレオパトラ(ファラオン)に相当する。
ジョーカー
幻影の化身。異様に長いシルクハットをかぶった奇術師風の男性。その姿を自由に変えることができる。CRでのソロモンに相当する。
ドレッドノート
砲撃の化身。狙撃銃を構えた男性。逃げ場の少ないフィールドでの精密射撃でエクスを苦しめた。CRでのサンタマリアに相当する。

## 評価
ライターのgingerは、4Gamer.netに寄せたレビューで、「これまでのエクスペリエンスが積み上げてきた進化がきちんと反映された作品で、CRを楽しんでいたユーザーでも楽しめる」とした一方、隊列変更時のユーザーインターフェースが見づらいと評価した。

## 主題歌
オープニングテーマ「Operation Babel」
歌：いとうかなこ / 作詞:いとうかなこ/作曲：前澤ヒデノリ/編曲：磯江俊道